# Martín Icart
Héctor Martín Icart Atahídes (Montevideo, 1º dicembre 1984) è un ex calciatore uruguaiano, di ruolo attaccante.